# Васечко Степан Павлович
Степан Павлович Васечко (1924–1980) — полковник Радянської Армії, учасник Другої світової війни, Герой Радянського Союзу (1945).

## Біографія
Степан Васечко народився 23 вересня 1924 року в селі Іваниця (нині — Ічнянський район Чернігівської області України) у селянській родині. Закінчив сім класів школи, після чого працював у колгоспі. У лютому 1944 року Васечко був призваний на службу до Робітничо-селянської Червоної Армії Іваницьким районним військовим комісаріатом. З березня того ж року — на фронтах Німецько-радянської війни, був кулеметником 2-ї стрілецької роти 95-го гвардійського стрілецького полку 31-ї гвардійської стрілецької дивізії 11-ї гвардійської армії 3-го Білоруського фронту. Брав участь у боях на території Білоруської та Литовської РСР. Відзначився під час форсування Німану.
12 липня 1944 року батальйон під командуванням капітана Онусайтіса, у складі якого воював Васечко, вийшов до Нємана в районі Алітуса. У ніч на 13 липня група з п'яти осіб — сержантів Кочерова, Петракова, Мойсеєва, червоноармійців Кожина та Васечка — незважаючи на ворожий вогонь, переправилася через Німан. Їм вдалося знищити передову охорону та захопити окопи. Коригуючи артилерійський вогонь і відволікаючи він противника, групі вдалося забезпечити переправу основних сил батальйону. За цей бій усі бійці були представлені до звань Героїв Радянського Союзу.
Указом Президії Верховної Ради СРСР від 24 березня 1945 року за «проявлений героїзм у боротьбі з німецькими загарбниками при форсуванні річки Неман» гвардії червоноармієць Степан Васечко був удостоєний високого звання Героя Радянського Союзу з врученням ордену Леніна і медалі «Золота зірка» за номером 4205.
Надалі Васечко брав участь у Східно-Прусській операції. Після закінчення війни він продовжив службу у Радянській Армії. 1951 року Васечко закінчив Львівський будівельний технікум та курси політскладу. З липня 1951 року він був заступником командира автороти з політчастини 73-го саперного батальйону 24-ї стрілецької дивізії Прикарпатського військового округу. У 1960 році Васечко закінчив Військово-інженерну академію імені Куйбишева, після чого служив у частинах РВСН, дослужився до посади начальника відділу експлуатації спеціальних будівель, споруд та інженерних мереж Центрального командно-вимірювального комплексу штучних супутників Землі в місті Краснознаменську. У 1975 році у званні полковника Васечка був звільнений у запас. Жив у Москві, працював заступником начальника господарського управління Міністерства культури РРФСР. Помер 11 березня 1980 року, похований на Кунцевському цвинтарі Москви.
Був також нагороджений орденом Слави 3-го ступеня та поруч медалей.